# 中国新聞社
株式会社中国新聞社（ちゅうごくしんぶんしゃ）は、日本の広島県広島市発祥の新聞社。
地方紙（中国地方のブロック紙）の中国新聞を発刊しており、新聞発行のほかに、書籍の刊行やイベントの主催なども行っている。本社は広島市にあり、広島県福山市と山口県山口市にも地域本社を置く3本社体制である。

## 歴史

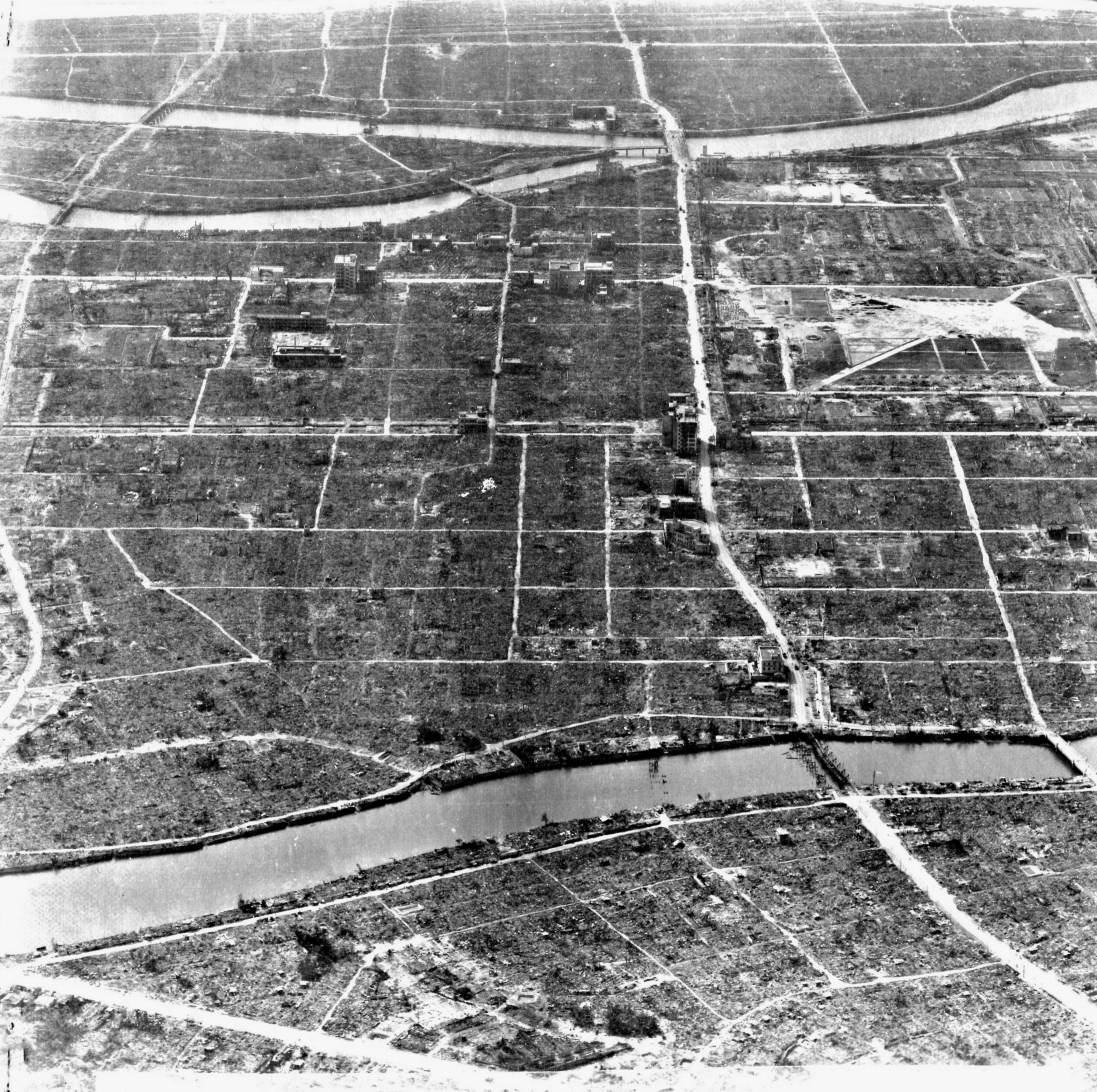
原爆投下後の市中心部。中央やや右を縦断するのが相生通りであり、その道沿い手前から2つめの三角形の建物が東警察署で、その一つ向こう側が当時の社屋。

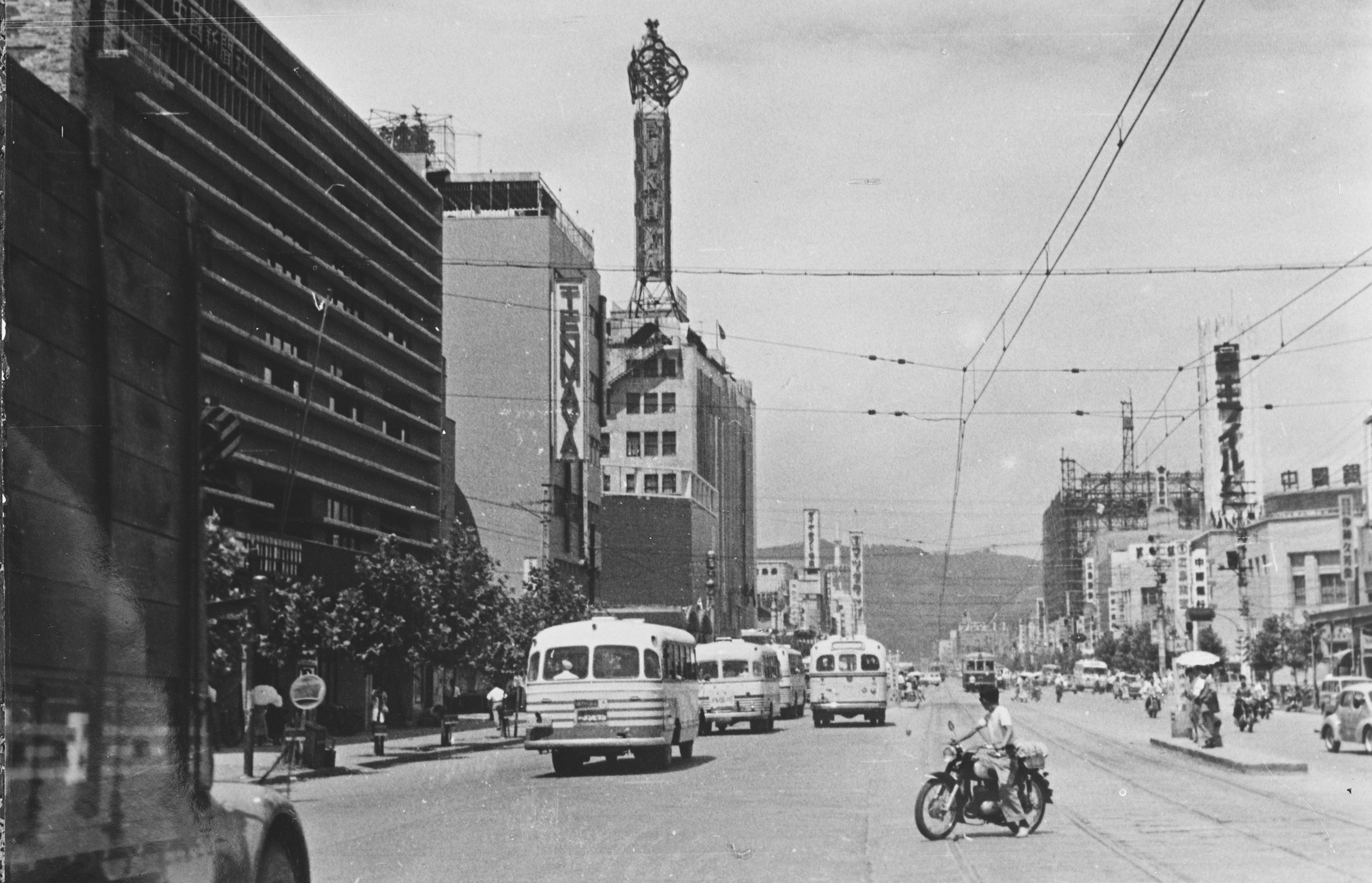
1960年上流川町時代の社屋（左手前）

- 1892年5月5日　広島市大手町4丁目（現・広島市中区大手町2丁目）において会社設立。
- 1925年5月10日　姉妹会社の呉新聞社より呉新聞を創刊。
- 1926年3月24日　広島市上流川町（現・中区胡町）に新社屋（3階建て）が完成。
- 1931年2月11日　中国駅伝（広島～福山間）を創設。
- 1935年2月11日　中国新聞本紙に添付されていた「防長版」を廃止し、中国防長新聞を創刊。
- 同年10月26日　芸備日日新聞を事実上の中国新聞傘下にする。
- 1936年5月14日　航空部を新設。
- 1937年1月20日　広島市上流川町に8階建ての新社屋（現在の三越広島店がある場所）が完成。
- 1941年9月1日　新聞事業令が公布され、一県一紙体制に移行。中国防長新聞が廃刊。呉新聞に芸備日日新聞が統合。
- 1942年5月5日　創刊50周年を記念し、中国文化賞を制定。
- 1945年8月1日　空襲による呉新聞社の焼失により、中国新聞社が呉新聞を発行開始。
- 同年8月6日　原爆投下のため被災し、社員113人を失う。新聞相互援助契約に基づき代行印刷を朝日新聞大阪本社、毎日新聞西部本社に依頼[3]。
- 同年8月8日　島根新聞（現・山陰中央新報）にも代行印刷を依頼[3]。
- 同年8月9日　他社印刷で新聞の発行再開。同日付の紙面では『新型爆弾攻撃に強靭な掩体と厚着 音より速い物に注意』と呼びかける記事を掲載した[3]。
- 同年9月3日　温品に疎開していた輪転機で自社印刷再開。
- 同年9月17日　枕崎台風による風水害で新聞発行が不可能となり、再度、代行印刷を他新聞社に依頼。
- 同年11月3日　本社屋に復帰し、新聞の自力印刷を再開。
- 1946年6月1日　有限会社夕刊ひろしま新聞社を創設し、夕刊ひろしまを創刊。
- 1947年1月21日　会社組織を合名会社から有限会社に変更。
- 同年11月15日　呉新聞社を吸収合併し、会社組織を株式会社に変更。
- 1948年6月28日　鈴木三重吉賞制定。
- 同年11月3日　中国新聞に呉新聞が統合。
- 同年12月1日　夕刊ひろしま新聞社の社名を有限会社夕刊中国に変更し、新聞名も同じく夕刊中国とした。
- 1949年10月1日　夕刊中国の名称を夕刊中国新聞に変更。
- 1952年4月28日　中国体育文化賞（現・中国スポーツ賞）を制定。
- 同年10月1日　夕刊中国新聞を廃刊し、発行会社は中国新聞社が吸収。
- 1969年9月23日　広島市中区土橋町に中国新聞ビルが完成し、本社を移転。
- 1977年5月3日　第1回「ひろしまフラワーフェスティバル」開催。
- 1983年12月10日　広島市西区で井口工場が完成し、オフセット輪転機を導入。
- 1988年7月31日　コンピュータによる新聞制作システムCTSに全面移行し、鉛活字が消える。
- 1991年11月5日　山本朗会長が勲一等瑞宝章を受章。従三位に叙せられる。
- 1995年4月14日　オフセット輪転機2号機が稼働。
- 1996年1月21日　第1回「天皇盃全国都道府県対抗男子駅伝競走大会（ひろしま男子駅伝）」を開催。
- 2001年3月1日　広島市中区の本社のほか、新たに福山市に備後本社、徳山市（現周南市）に防長本社を置き、3本社体制がスタート。
- 2003年5月1日　印刷工場の福山制作センター（プレッセびんご、2005年11月から「ふくやまちゅーピーパーク」）が稼動。
- 同年7月1日　中国新聞読者のポータルサイト「ちゅーピーくらぶ」が発足。
- 2005年11月4日　廿日市市大野で新印刷工場の広島制作センター（ちゅーピーパーク）が稼働。
- 2007年3月1日　携帯電話の情報サイト「ケータイde中国新聞」がオープン。
- 2009年3月1日　報道・編集・メディア・製作管理の4センターで構成される総合編集本部が始動。
- 2011年3月1日　中国新聞朝刊電子版を創刊。
- 2015年4月30日　夕刊を休刊。
- 2015年5月1日　夕刊に代わる新媒体として、「中国新聞SELECT」を創刊（当面は本紙とのセットのみ宅配で販売）。
- 2016年3月　防長本社を山口市に移転。
- 2020年3月2日 「緊急時における新聞発行の相互援助協定」を朝日新聞社と締結

## 事業所

### 本社

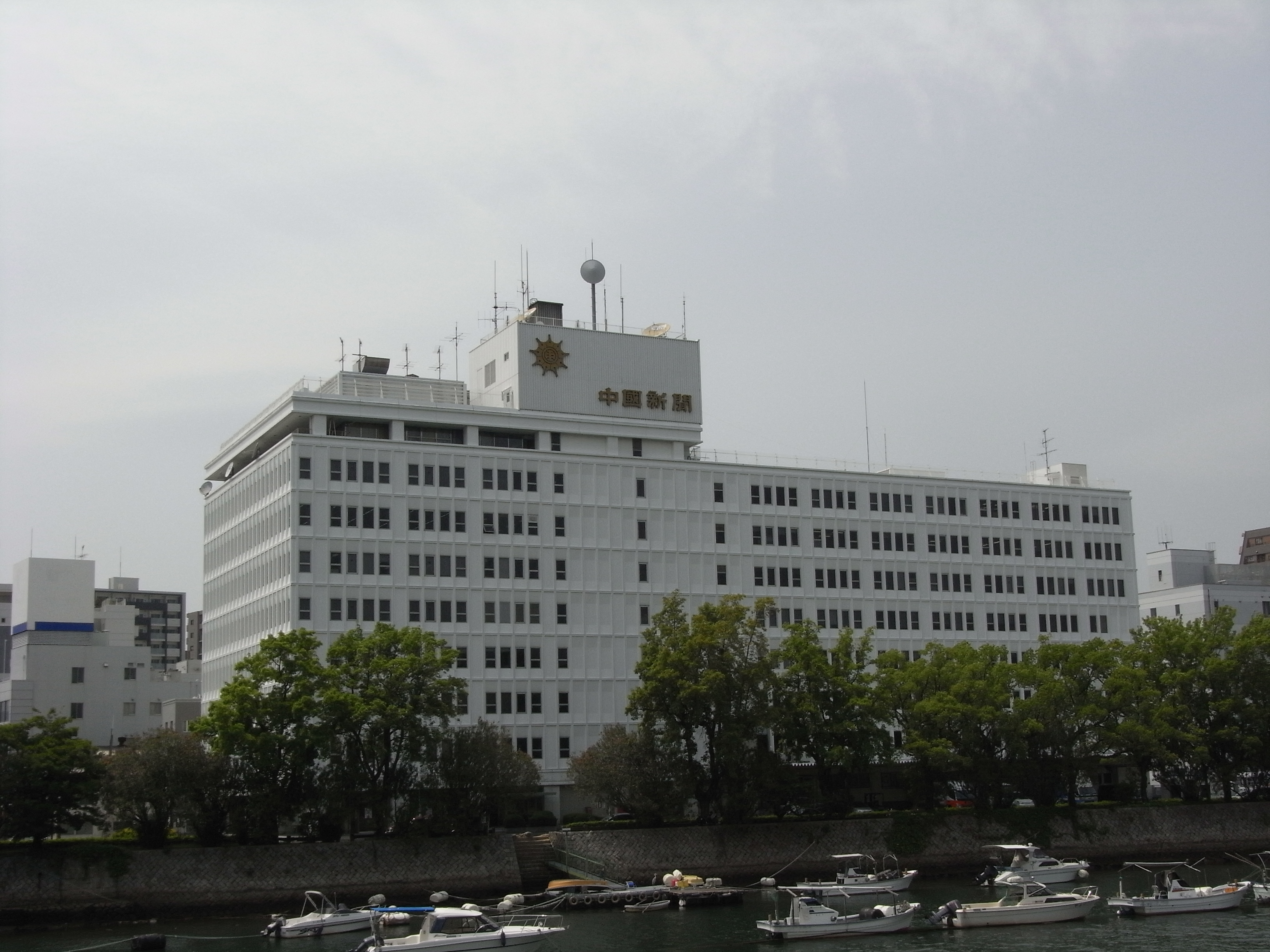
中国新聞広島本社

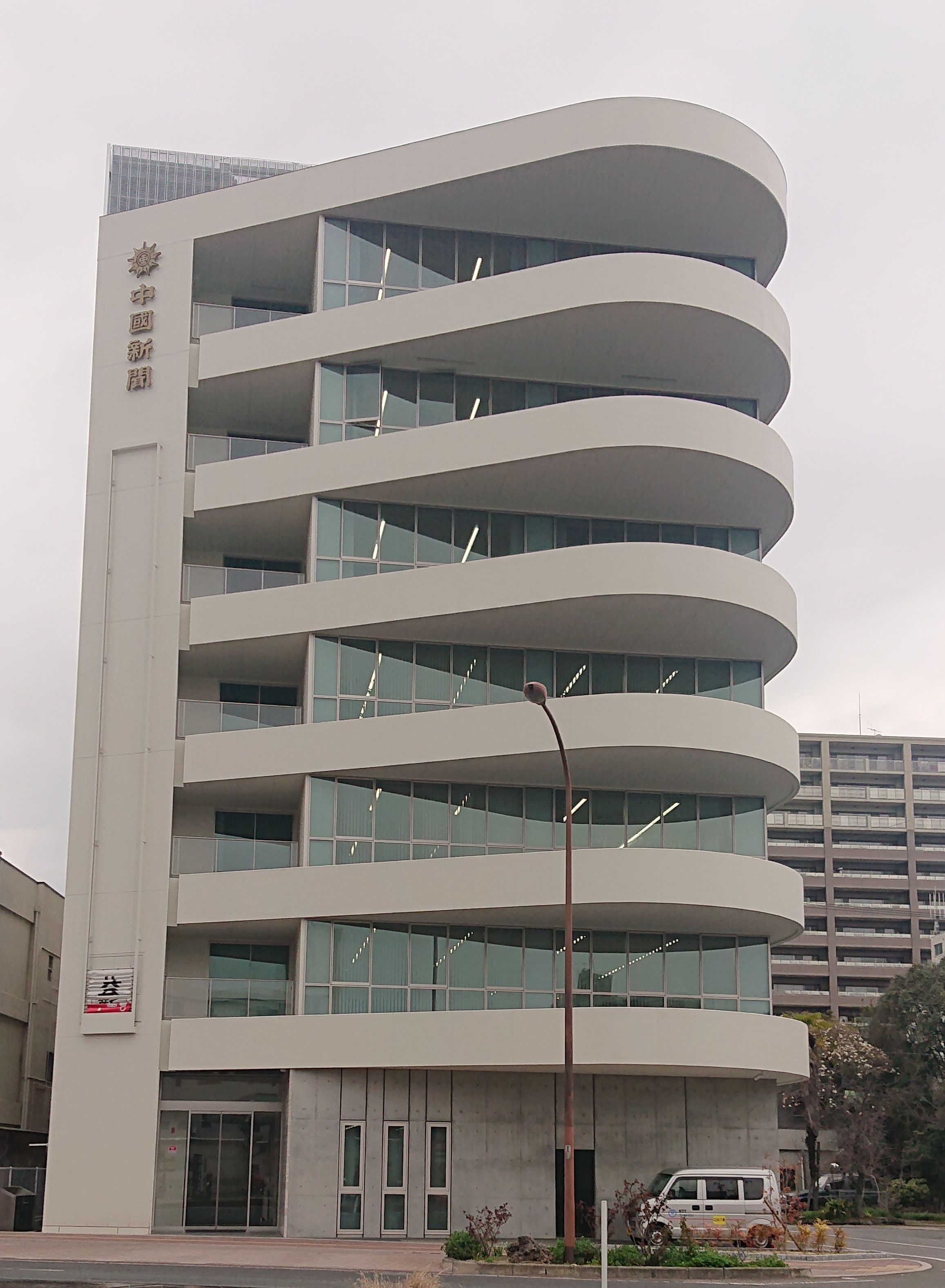
中国新聞備後本社

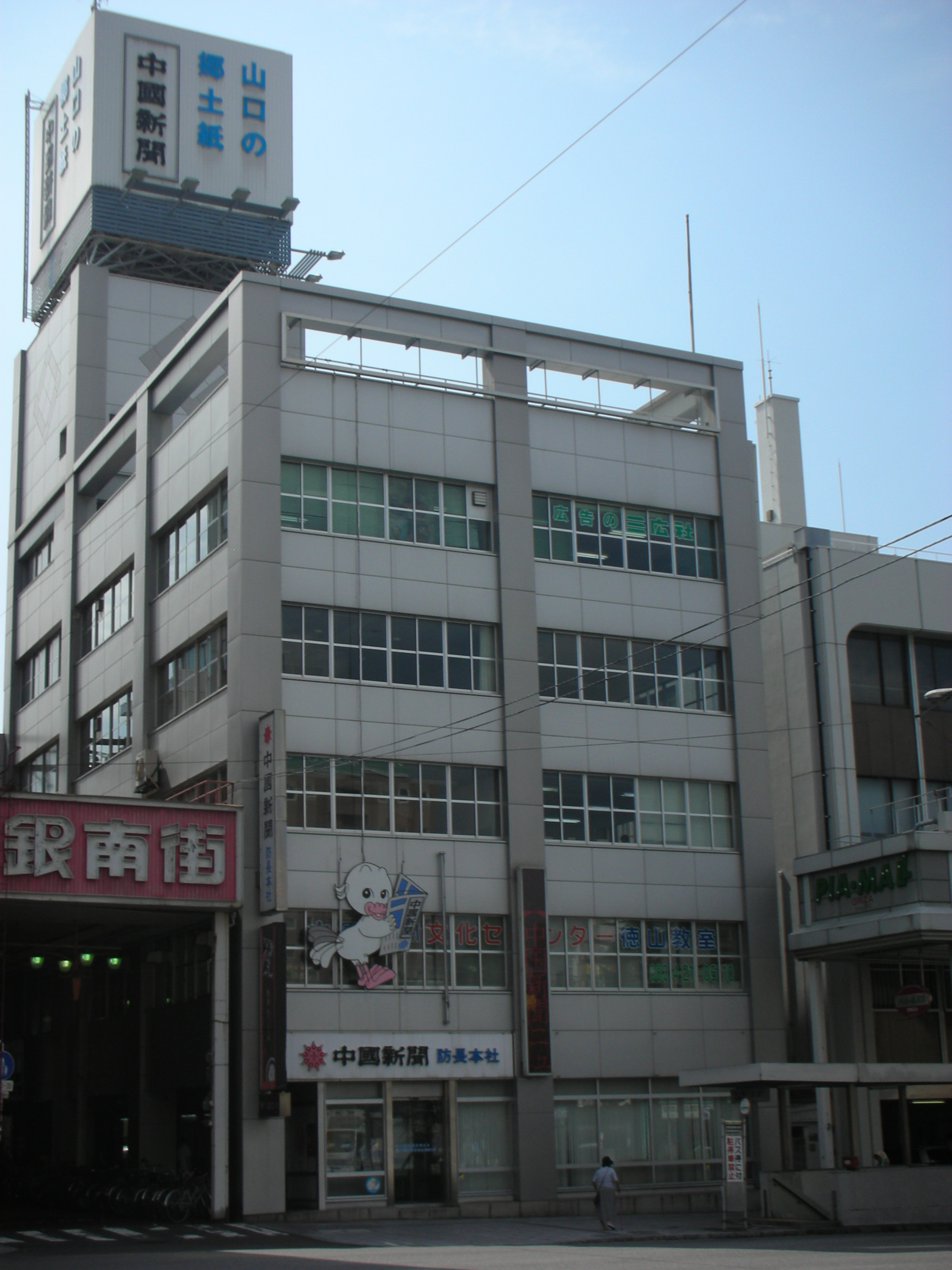
中国新聞防長本社（周南市時代）

- 広島本社：広島県広島市中区土橋町7番1号
- 備後本社：広島県福山市東桜町12番5号
- 防長本社：山口県山口市大手町3番6号

### 支社
- 東京支社：東京都千代田区内幸町2丁目2番1号 日本プレスセンタービル2階
- 大阪支社：大阪府大阪市北区堂島2丁目1番43号 紀陽ビル5階
- 呉支社：広島県呉市中央2丁目1番1号

### 総局
- 東広島総局：広島県東広島市西条岡町5番7号
- 岩国総局：山口県岩国市麻里布町6丁目4番17号

### 支局
- 広島県：安佐北、安芸高田、西広島、北広島、大竹、三次、庄原、江田島、竹原、三原、尾道、府中、世羅
- 山口県：周南、玖珂、柳井、大島
- 岡山県：岡山、井原、笠岡
- 島根県：松江、浜田、益田、邑智
- 鳥取県：鳥取
- 福岡県：福岡

### ステーション
- 広島県：安芸海田、東城、因島
- 山口県：光・下松

## 刊行物

### 新聞・書籍
刊行中
- 中国新聞
- 中国新聞朝刊電子版
- 中国新聞SELECT（2015年5月- ）
  - 同4月まで発行し休刊した夕刊と入れ替わり発行。一部夕刊の連載を引き継いでいる。

廃刊・休刊
- 中国防長新聞（1935年-1941年）
- 呉新聞（1945年-1948年）
- ジュニア中国 - 中国ジュニア新聞 - 中国小学生新聞（1948年-1963年）
- スポーツ中国（1964年-1965年）
- 中国新聞縮刷版（1966年-1975年）
- 中国年鑑（1962年-2000年）
- 中国新聞夕刊（1932年-2015年）

### フリーペーパー
刊行中
- アシタノ（2021年4月2日- ）
- 地域ニュースかわら版
  - 中国新聞の各販売所では中国新聞ファミリーとしてミニコミ紙地域ニュースかわら版が発行され、新聞の折り込みチラシと一緒に折り込んで配布されている。

廃刊・休刊
- ちゅーピー子ども新聞（2007年-2022年）
- Cue / Cue+

関連会社のメディア中国と共同で発行しているタブロイド判サイズのフリーペーパーで、20歳代後半から30歳代の女性を主な対象に設定。主に中国新聞購読者向けのCue［キュー］（広島版、東広島版）と、中国新聞購読者以外のポストに無料配布するCue+［キュープラス］（広島都市圏と周辺地域のみ）が存在した。いずれも「中国新聞週間TVガイド」とともに2020年6月12日発行分で休刊した。
- Cue

オールカラー：24ページ 発行：毎週金曜日
配布地域
- Cue広島版：広島・呉エリア（広島市（一部除く）、呉市、廿日市市、大竹市、府中町・海田町・坂町・熊野町）。沿線のJR駅（広島駅、呉駅、瀬野駅、大竹駅など）には、駅利用者等向けの配布ラックが設置されていた。
- Cue東広島版：東広島エリア（東広島市、竹原市、三原市の旧大和町地域など）。沿線のJR駅（八本松駅、安浦駅、三原駅など）には、駅利用者等向けの配布ラックが設置されていた。東広島市内にある広島大学、近畿大学工学部、広島国際大学の構内でも配布。

- Cue+

オールカラー・16ページ（Cueからテレビ番組案内、5・8・9・11面を除いたもの） 発行：毎月第3金曜日
配布地域
- Cue+広島版：広島市（一部除く）、呉市（一部除く）、廿日市市（一部除く）、大竹市（一部除く）、府中町・海田町・坂町・熊野町。
- Cue+東広島版：東広島市（一部除く）、竹原市（一部除く）。

- Cue山口版

岩柳エリア（岩国市、柳井市など）。JR岩国駅には、駅利用者等向けの配布ラックが設置されていた。2007年2月2日に追加創刊された（岩国駅での配布分は、広島版から山口版に変更）。2012年4月時点で、山口版は公式サイトの配布エリアに含まれていなかった。いずれも紙面には山口県内3局とテレビ西日本の1週間分のテレビ番組表が掲載されていた。
- 旅Cue

旅行情報を掲載した旅Cueも本紙に挟み込まれていた。
- 中国新聞mesemaga（2013年12月まで）→Cue備後（2014年1月～2020年6月）

福山市とその周辺地区では、備後本社発行の『中国新聞mesemaga（メセマガ）』が毎週金曜日に配布されていた。2014年1月発行分から広島・山口地区に準じ『Cue備後』と改題してリニューアルした。福山駅などには駅利用者等向けの配布ラックが設置されていた。
いずれも紙面には広島県内4局とテレビせとうちの1週間分のテレビ番組表が掲載されていた。

## グループ企業・事業
- 中国新聞社会事業団
- 広島国際文化財団
- ヒロシマ平和創造基金
- 中国新聞印刷
- 中国新聞サービスセンター
- 中国新聞輸送
- たびまちゲート広島
- 中国新聞文化事業社
- 中国新聞販売センター
- 中国新聞アド
- 中国新聞情報文化センター
- 中国新聞企画サービス
- メディア中国
- ちゅピCOM
- 中国コミュニケーションネットワーク
- ちゅーピーパーク
- 中国新聞システム開発
- 中国新聞福山制作センター
- メイツ中国
- ちゅピCOMおのみち

## 歴代社長
中国新聞社社長
- 01代　1892年－1898年　長屋謙二
- 02代　1898年－1933年　山本三朗
- 03代　1933年－1947年　山本実一

中国新聞社代表取締役
- 04代　1947年－1950年　築藤鞆一

中国新聞社社長
- 05代　1950年－1958年　山本実一
- 06代　1958年－1969年　山本正房
- 07代　1969年－1992年　山本朗
- 08代　1992年－2000年　山本治朗
- 09代　2000年－2006年　今中亘
- 10代　2006年－2012年　川本一之
- 11代　2012年－2019年　岡谷義則
- 12代　2019年－　　　　岡畠鉄也

## 放送局との関係
地元広島県の民間放送局全てと関係があり、CMも放映している。この中で、名前が似ているRCC（中国放送）は中国新聞社がグループで30数%の株式を保有する主要筆頭株主であり、実質的な関連会社である。広島テレビ（HTV）やテレビ新広島（tss）などはキー局と親密な新聞資本の方が強く、広島ホームテレビ（HOME）は朝日新聞社の関係会社（事実上のグループ企業）に位置付けられている。これらの放送局でもCMが放映されている他、イベントを共催する事がある。
また、山口県の山口放送（KRY）とも関係があり、現在もCMを放送しているほか、ラジオの山口県内ニュースを提供している。さらに、産経新聞西部本部および毎日新聞社と関係の深いテレビ山口（tys）や、朝日新聞社およびみなと山口合同新聞社と関係の深い山口朝日放送（yab）でもCMを放映している。

## 主催イベント
- ひろしまフラワーフェスティバル
- 中国山口駅伝
- 天皇盃全国都道府県対抗男子駅伝競走大会（旧中国駅伝）
- 織田幹雄記念国際陸上競技大会
- 中国実業団対抗駅伝競走大会
- 全広島サッカー選手権大会
- 第九ひろしま
- 碁聖戦（旧日本棋院第一位決定戦）

## 関連人物
- 石丸椎菜（「ちゅーピーくらぶ」キャンペーンソングを担当）
- 大佐古一郎（元中国新聞記者・論説委員）
- 御田重宝（元中国新聞編集委員）
- 笠間淳（元社員、声優）
- 田邊雅章（元社員、映像作家）
- 鶴襄（元社員、学校法人鶴学園創設者、鶴学園名誉総長）
- 中川俊思（元社員、衆議院議員を8期務める）
- 野沢晃（サッカー日本代表、中国新聞系列会社の夕刊ひろしま新聞社に勤務）
- 平岡敬（元社員(編集局長）、第31・32代広島市長）
- 松重美人（カメラマン）
- 湊邦三（元社員、作家）
- 森本ケンタ（中国新聞社のイメージキャラクター）
- 山内リエ（戦後一時在籍、陸上競技選手）
- 山本康夫（元社員、歌人）
- わちさんぺい（中国新聞で連載した漫画家）

## 友好社
全国新聞ニュース網も参照。
- 北海道新聞社
- 河北新報社
- 新潟日報社
- 中日新聞社
- 神戸新聞社
- 西日本新聞社

## 契約通信社
- 共同通信社
- 時事通信社

## 受注印刷紙
以下の新聞の広島県及び周辺地区における地域版を、本社関連企業で委託印刷している。
- 中国印刷（広島市）
  - 日本経済新聞
  - 日経MJ
  - 日経ヴェリタス
  - 日経産業新聞
  - 聖教新聞
  - 公明新聞
  - デイリースポーツ（中国新聞広島制作センターと2社で分担）
- 中国新聞広島制作センター（廿日市市）
  - 朝日新聞（2010年4月12日付までは、福山市の中国新聞福山制作センター）
  - 日刊スポーツ（同上）

朝日新聞の山口県版については北九州市（編集・制作は福岡市）の西部本社版、それ以外の中国・四国地方版は大阪市の大阪本社版の印刷を受託している。
日刊スポーツは「日刊スポーツ新聞西日本」発行扱いであり、基本的に山口県東部向けの新聞は大阪本社版の記事がベースとしながら、広島・中四国地域向けに差し替えるページ（地元のスポーツクラブや公営競技など）あり。
※なお、朝日・日刊とも山口県向けは東部と西部で委託印刷先が異なっており、西部向けは朝日、日刊とも西部本社制作のものをみなと山口合同新聞社（下関市）が印刷を受託している。
  - デイリースポーツ（中国印刷と2社で分担）

※デイリースポーツは、広島・山口県の委託宅配も行っている。